# Williams Island (Antarktika)
Williams Island ist eine 1,5 km lange und vereiste Insel in der Bellingshausen-See. Sie liegt auf halbem Weg zwischen Kap Petersen und dem Dyer Point 3 km nördlich der Nordküste der westantarktischen Thurston-Insel.
Ihre Position wurde anhand von Luftaufnahmen der Flugstaffel VX-6 der United States Navy vom Januar 1960 ermittelt. Das Advisory Committee on Antarctic Names benannte sie 1960 nach dem Flugzeugmechaniker Frederick Warren Williams (1920–1946), der am 30. Dezember 1946 neben zwei weiteren Besatzungsmitgliedern beim Absturz einer Martin PBM Mariner auf der Noville-Halbinsel im Rahmen der Operation Highjump (1946–1947) ums Leben kam.